# Mercedes-Benz M281
Mercedes-Benz M281 — рядный трёхцилиндровый бензиновый двигатель внутреннего сгорания, выпускаемый компанией Mercedes-Benz с 2014 года.

## Описание
M281 использует блок цилиндров и его головку из алюминиевого сплава, а также двойной верхний распределительный вал с 4 клапанами на цилиндр. Двигатель установлен поперечно и выпускается в трёх конфигурациях: без наддува мощностью 45—53 кВт (60—71 л. с.) или же с турбонаддувом мощностью 66 кВт (89 л. с.). Двигатели устанавливаются на модели Smart, Renault, Nissan и Dacia благодаря участию концерна Daimler AG в альянсе Renault—Nissan—Mitsubishi с 2010 года.

## Модельный ряд
| Двигатель                   | Объём   | Мощность                           | Крутящий момент          | Годы производства      |
| --------------------------- | ------- | ---------------------------------- | ------------------------ | ---------------------- |
| M281 E10 R                  | 999 см3 | 45 кВт (61 л. с.) при 6,000 об/мин | 87 Н⋅м при 3,500 об/мин  | 2014 — настоящее время |
| M281 E10                    | 999 см3 | 52 кВт (71 л. с.) при 6,000 об/мин | 91 Н⋅м при 2,850 об/мин  | 2014 — настоящее время |
| M281 E09 LA (турбированный) | 898 см3 | 66 кВт (90 л. с.) при 5,500 об/мин | 135 Н⋅м при 2,500 об/мин | 2014 — настоящее время |

### M281 E10 R
- 2014—2019 C453/A453 Smart Fortwo
- 2014—2019 W453 Smart Forfour

### M281 E10 (Nissan HR10DE/Renault H4D)
- 2014—2019 C453/A453 Smart Fortwo
- 2014—2019 W453 Smart Forfour
- 2014 Renault Twingo III
- 2017—2020 Dacia Sandero II 1.0 SCe
- 2017—2020 Dacia Logan II 1.0 SCe
- 2017 K14 Nissan Micra 1.0

### M281 E09 LA (Nissan HR09DET/Renault H4Bt)
- 2014—2019 C453/A453 Smart Fortwo
- 2014—2019 W453 Smart Forfour
- 2014 Renault Twingo III
- 2014—2020 Dacia Sandero II 0.9 TCe
- 2014—2020 Dacia Logan II 0.9 TCe
- 2017 K14 Nissan Micra 1.0
- 2014—2019 Renault Clio IV 0.9